# 지쿠고 지방
지쿠고 지방(일본어: 筑後地方 지쿠고치호[*])는 후쿠오카현이 설정한 후쿠오카 현의 4대 지역(기타큐슈 지구, 후쿠오카 지방, 치쿠호, 치쿠고 지방)의 하나로, 후쿠오카 현 남부 지역을 뜻한다. 핵심 도시로는 구루메시, 오무타시, 야나가와시 등이 있다.